# Палау на Светском првенству у атлетици на отвореном 2019.
Палау је учествовао на 17. Светском првенству у атлетици на отвореном 2019. одржаном у Дохи од 27. септембра до 6. октобра дванаести пут. Репрезентацију Палауа представљао је један атлетичар који се такмичио у трци на 100 метара ,.
На овом првенству Палау није освојио ниједну медаљу, а његов представник је поправио свој најбољи резултат сезоне на 100 метара.

## Учесници
Мушкарци:
- Адријан Џастин Химена Илилау — 100 м

## Резултати

### Мушкарци
| Атлетичар                    | Дисциплина | Лични рекорд | Предтакмичење | Предтакмичење | Квалификације        | Квалификације        | Полуфинале           | Полуфинале           | Финале               | Финале       | Детаљи |
| Атлетичар                    | Дисциплина | Лични рекорд | Резултат      | Место         | Резултат             | Место                | Резултат             | Место                | Резултат             | Место        | Детаљи |
| ---------------------------- | ---------- | ------------ | ------------- | ------------- | -------------------- | -------------------- | -------------------- | -------------------- | -------------------- | ------------ | ------ |
| Адријан Џастин Химена Илилау | 100 м      | 11,58        | 11,67         | 8. у гр 4     | Није се квалификовао | Није се квалификовао | Није се квалификовао | Није се квалификовао | Није се квалификовао | 55 / 65 (68) |        |